# Онсињон
Онсињон (фр. Ansignan) насеље је и општина у јужној Француској у региону Лангдок-Русијон, у департману Источни Пиринеји која припада префектури Перпињан.
По подацима из 2011. године у општини је живело 196 становника, а густина насељености је износила 25,0 становника/km². Општина се простире на површини од 7,84 km². Налази се на средњој надморској висини од 235 метара (максималној 583 m, а минималној 155 m).

## Демографија
| 1962. | 1968. | 1975. | 1982. | 1990. | 1999. | 2011. |
| ----- | ----- | ----- | ----- | ----- | ----- | ----- |
| 225   | 259   | 225   | 194   | 212   | 198   | 196   |

График промене броја становника у току последњих година